# Marius Konstantinidis
Pour les articles homonymes, voir Konstantinidis.
Marius Konstantinidis (né le 11 août 1964 à Prague en Tchécoslovaquie et mort le 25 septembre 2005 à Bratislava en Slovaquie) est un joueur professionnel binational grec et slovaque de hockey sur glace. Il évoluait au poste de centre.

## Biographie
Né à Prague en Tchécoslovaquie, il est d'origine grecque de par son père. Avant de devenir joueur de hockey professionnel, il a eu une carrière d'acteur et a joué dans quelques films slovaques de 1975 à 1989.
Il joue ses premières parties comme professionnel durant la saison 1988-1989 avec le HC Slovan Bratislava. L'Extraliga, championnat élite slovaque, est né après la partition de Tchécoslovaquie et Konstantinidis rejoint l'équipe du ZTK Zvolen. Il marque le tout premier but dans l'Extraliga slovaque le 14 septembre 1993 face au HK Spišská Nová Ves.
Il joue deux saisons en Extraliga avant de partir pour la France en 1995. Il joue sa première saison avec les Ducs d'Angers avant de rejoindre les Brûleurs de loups de Grenoble l'année suivante. Il s'établit comme un des meilleurs joueurs de Grenoble en plus d'aider son équipe à remporter le championnat en 1998.
Après deux saisons en deuxième division française avec le HC Mulhouse et une saison sans jouer, il joue sa dernière saison professionnelle avec les Rapaces de Gap en 2002-2003 avant de se retirer et devenir entraîneur. Il devient en 2004 entraîneur en Espagne avec le CG Puigcerdà,. L'année suivante, il retourne en France après avoir eu un poste d'entraîneur avec le club de Chamonix, mais est renvoyé avant le début de la saison.
Au niveau international, il a représenté la Grèce. Il a joué à deux reprises le championnat du monde au sein de divisions inférieures (1995 et 1998).
Il meurt d'une crise cardiaque le 25 septembre 2005 à l'âge de 41 ans à Bratislava.

## Statistiques

### En club
| Saison    | Équipe                        | Ligue           |    | Saison régulière | Saison régulière | Saison régulière | Saison régulière | Saison régulière |   | Séries éliminatoires | Séries éliminatoires | Séries éliminatoires | Séries éliminatoires | Séries éliminatoires |
| Saison    | Équipe                        | Ligue           | PJ | B                | A                | Pts              | Pun              | PJ               | B | A                    | Pts                  | Pun                  |                      |                      |
| 1988-1989 | HC Slovan Bratislava          | Tchécoslovaquie | 10 | 1                | 0                | 1                | 0                | -                | - | -                    | -                    | -                    |                      |                      |
| 1991-1992 | Vinschgau/Val Venosta         | Serie B2        |    |                  |                  |                  |                  |                  |   |                      |                      |                      |                      |                      |
| 1993-1994 | ZTK Zvolen                    | Extraliga       | 23 | 13               | 12               | 25               | -                | -                | - | -                    | -                    | -                    |                      |                      |
| 1994-1995 | HK Spišská Nová Ves           | Extraliga       | 22 | 9                | 4                | 13               | 10               | -                | - | -                    | -                    | -                    |                      |                      |
| 1995-1996 | Ducs d'Angers                 | Élite           | 22 | 9                | 10               | 19               | 10               | 9                | 7 | 5                    | 12                   | 4                    |                      |                      |
| 1996-1997 | Brûleurs de loups de Grenoble | Nationale 1A    | 29 | 21               | 19               | 40               | 42               | 11               | 7 | 6                    | 13                   | 6                    |                      |                      |
| 1997-1998 | Brûleurs de loups de Grenoble | Élite           | 44 | 21               | 36               | 57               | 40               | -                | - | -                    | -                    | -                    |                      |                      |
| 1998-1999 | Brûleurs de loups de Grenoble | Élite           | 33 | 14               | 27               | 41               | 22               |                  | 8 | 7                    | 15                   |                      |                      |                      |
| 1999-2000 | HC Mulhouse                   | Nationale 1     |    | 15               | 12               | 27               |                  | -                | - | -                    | -                    | -                    |                      |                      |
| 2000-2001 | HC Mulhouse                   | Nationale 1     | 27 | 18               | 26               | 44               | 44               | 4                | 2 | 1                    | 3                    | 2                    |                      |                      |
| 2002-2003 | Rapaces de Gap                | Super 16        | 16 | 3                | 3                | 6                | 22               | -                | - | -                    | -                    | -                    |                      |                      |

### En équipe nationale
| Année | Équipe | Compétition             |   | PJ | B | A | Pts | Pun |  | Résultat |
| 1995  | Grèce  | Championnat du monde C2 | 5 | 2  | 1 | 3 | 4   |     |  |          |
| 1998  | Grèce  | Championnat du monde D  | 3 | 0  | 0 | 0 | 0   |     |  |          |

## Palmarès
- Avec les Brûleurs de Loups de Grenoble
  - Championnat de France :
    - 1998